# Erdélyi-hegyalja

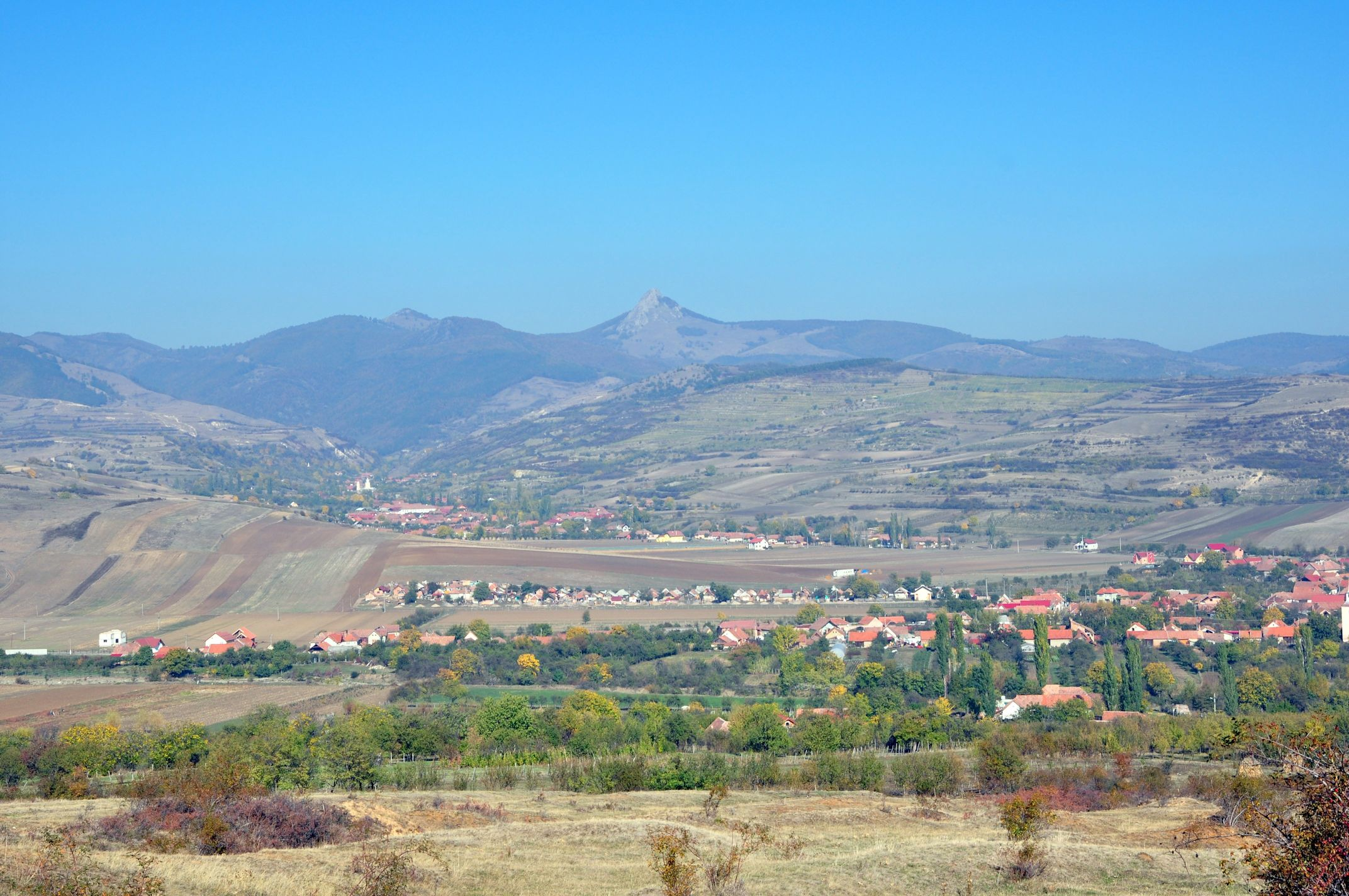

Az Erdélyi-hegyalja (románul: culoarul depresionar Alba Iulia–Turda) Fehér megye központi részén, a Torockói-hegység és a Maros völgye között fekszik. Ismert borvidék, kellemes éghajlata alkalmassá teszi a szőlőművelésre, adottságait már az ókortól kezdve kihasználták.

## Elhelyezkedése
Gyulafehérvár, Nagyenyed és Torda között mintegy félgyűrűként öleli körül az Erdélyi-középhegység vonulatait. Legfontosabb települései: Tövis (Teiuș), Borosbenedek (Benic), Boroskrakkó (Cricău), Borosbocsárd (Bucerdea Vinoasă), Diód (Stremț), Vajasd (Oiejdea), Alsógáld (Galda de Jos), Magyarigen (Ighiu), Celna (Țelna), és Sárd (Șard).
Az Erdélyi Gazdasági Egyesület jelentése szerint: „Hogy Enyeden alól, a Maros jobb partján a Hegyalja hol kezdődik, meg nem határozhatjuk. Széles értelemben Hegyaljának nevezik a torockó-abrudbányai hegyek Marosra nyúló oldalán a Diódtól le Gáldig, s innen a gáldi téren Igenig északra benyúló hegyalját. Szorosabb értelemben Hegyaljának csak a Kecskekő alatt lévő 5-7 borhelység határait tartják, úm. Krakkó, Bocsárd, Celna, Igen, Sárd és Igenpatakát.”
Nevezetes tájékozódási pontja a Boroskrakkó község területén emelkedő, 1082 méter magas Kecskekő, ahol az ókorban vár állt, és innen eredeztetik Tündérszép Ilona legendáját is. Balogh József egykori magyarigeni lakos így írta le a vidéket: „Csodálatos a fekvése. Északra néző lejtője Sárd községre támaszkodik, olyan, mint egy gigantikus színpad. Nyugatra az Erdélyi-érchegység vulkanikus hegyei zárják le a tért, amely felett középen a Kecskekő 1100 m-re vékony kúpszerűen kiemelkedő meredek sziklacsúcsa őrködik. Északra Alsógáld hosszan elnyúló dombján a Kemények ősi várkastélya áll. Északkeletre és keletre a Maros völgye az ég aljáig húzódik, és barátságosan és szelíden oldja fel a nyugati oldal merész csúcsai és erdős meredek hegyei által határolt távlatot.”
Az Erdélyi-hegyalja kistájai:
- Tordai-hegyalja (Câmpia și dealurile Turzii)
  - Keresztesmező (Câmpia Turzii)
  - Aranyosszéki-dombság (Podișul Măhăceni)
- Alsófehéri-hegyalja (Dealurile Alba Iulia–Aiud)
  - Nagyenyedi-dombság (Dealurile Aiudului)
  - Marosszentimrei-dombság (Dealurile Bilag)
  - Magyarigeni-medence (Depresiunea Ighiu)

## Helytörténet
Hérodotosz szerint az agathürszök már az i. e. 4. században műveltek szőlőt ezen a vidéken, ezt a hagyományt folytatták később a dákok, majd a Dáciát meghódító rómaiak, akik valószínűleg új szőlőfajtákat is meghonosítottak. A virágzó szőlőművelésre számos tárgyi bizonyíték utal, például szőlőfürtöket ábrázoló pénzdarabok és sírkövek. A népvándorlás korában szláv törzsek telepedtek meg, akik feltehetőleg folytatták ezen hagyományokat.
A magyarság a 10–11. században népesítette be, a középkor folyamán virágzó magyarlakta vidék volt, a honfoglalás kori szlávság csak kisebb csoportokban maradt fenn. A 12. században szászok is letelepedtek (Nagyenyed, Boroskrakkó, Magyarigen), a tatárjárások után megritkult lakosság helyére pedig a 13. század végétől szászokat és románokat telepítettek (a 16–17. századra a szászok elmagyarosodtak). A 15–19. századokban a Hegyalját számos háborús pusztítás érte (török beütések, kuruc háborúk, Hóra-lázadás, majd az 1848–49-es vérengzések).
Ez volt az egyik legtöbbet szenvedett vidék az 1848–49-es események alatt, a román felkelők a magyar lakosságot megtizedelték, így az egykoron magyar többségű települések elrománosodtak. Egy forrás szerint ma „egyházi – de magyar szempontból is – Hegyalja olyan mikrorégió, amelyről úgy beszélnek, hogy volt, és amely »nemzeti múzeumi« hangulata miatt kevés reményt rejt magában a jövő tekintetében. Hegyalja a nemzettragikum és egyháztragikum közös szimbóluma lehetne. A hely, amely hamuvá vált eleink sűrű dombhalmait és hallgatásra ítélt templomromjait keserű, sajgó sebként és élő emlékként hordozza magán.”
Az első világháború után pincészetek és szövetkezetek alakultak, az itt termesztett borok pedig igen keresettek voltak, és sikert arattak az 1937-es párizsi és 1939-es New York-i világkiállításokon. A második világháború alatt a külföldi kereskedők elmaradtak, a pincékben tárolt nagy mennyiségű bort az 1944-ben bevonuló oroszok megitták vagy elpazarolták. A kommunista hatalomátvétel után termelőszövetkezetek alakultak, melyek szőlőtermését az állami Vinalcool dolgozta fel. Az 1989-es rendszerváltás után privatizálták az állami gazdaságokat, számos szőlőültetvény pedig kipusztult.

## Gazdasága
A Hegyalját a kelet-nyugat irányban húzódó Erdélyi-érchegység megvédi a hideg északi légáramlatoktól, így a déli kitettségű domboldalak kiváló lehetőséget biztosítanak a szőlőtermesztésre. A történészek szerint már ősidőktől fogva foglalkoztak itt szőlőműveléssel. Feljegyezték, hogy a borkereskedők minden évben elözönlötték Nagyenyed környékét, hogy felvásárolják a jó minőségű szőlőt. Az igazi fejlődés a 19. században kezdődött, azonban a század végi filoxérajárvány elpusztította az ültetvényeket; a szőlőtermesztés a 20. század elején lendült fel ismét az Ambrósi-Fischer oltványtelepeknek köszönhetően. A szőlészeti szakoktatás központja Csombord, itt már 1935-ben gazdasági iskola alakult melynek pincészete, gazdasága élenjárónak számított az országban, az itt végzett diákok szaktudása egész Erdély területén keresett volt. 1981-ben gazdasági társulás és korszerű ültetvények létesültek.
Csávossy György szerint a térség – és egész Erdély – leghíresebb bora a Plébános, melyet 1963-as évjáratú csombordi termése tett ismertté.
A Hegyalja kellemes éghajlata és homokos talaja kedvez a burgonya, kukorica, rozs, dohány termesztésének is.

## Kultúra
A Hegyalja népzenéjéről több tanulmány és hanganyag is megjelent Pávai István szerkesztésében:
- Nagyenyed vidéki magyar és román népzene. A magyarbecei Kulcsár Ferenc bandája (CD) Hagyományok Háza, Budapest, 2006.
- Az Erdélyi Hegyalja népzenéje. Magyarbece (CD). Új Pátria sorozat. Válogatás az Utolsó Óra program gyűjteményéből. Fonó Budai Zeneház – Hagyományok Háza, Budapest, 2010.